# Livet, ett spektakel
Livet, ett spektakel är en svensk novellsamling av Gunnar Svensson, utgiven i september 2008. 
Boken består av 39 korta berättelser de flesta cirka 4-5 boksidor. Några är nyskrivna men många har tidigare varit publicerade i Svenska Dagbladet, Ordfront Magasin, Värmlands Folkblad och andra publikationer.
10 berättelser är illustrerade av konstnären Gunnar Svensson. 
Boken tillägnas dem som ser jorden som sin himmel: romer, beduiner, somojeder, samer, mongoler, pilgrimer och dessa andra som vandrar utan mål.
Förord av Joar Tiberg.
Från platser runt om i världen skildras ett myller av händelser och människor. Gemensam nämnare är scener ur vardagslivet och när han på resande fot skildrar miljöer i mer eller mindre påtaglig kontrast till sin hemarena i Värmland. Det han möter i sin väg väcker hans tankar och känslor i en som det verkar aldrig sinande ström. Svensson känns alltid närvarande både hemma och i världen på samma gång. Se till exempel den med distans och humor skildrade scenen i Överrocken som utspelar sig på en presskonferens i delrepubliken Ob-Ugria.
I Resonemang på kornhässjan är det existentiella frågor som diskuteras. Den är skriven i tredje person och är längre än de övriga. Se vidare nedan! 
Gunnar Svensson försitter inga tillfällen att i sina texter angripa förtryck och rovdrift i alla former. Ekonomism och konsumism likaså. Titeln Livet, ett spektakel kan ytterst härledas ur konflikten mellan människans grundläggande behov och en brutal verklighet.
Han prisar det genuint enkla och anspråkslösa.
| ”                           | I kvällens förtätade spänning kommer en get och lägger sitt trötta huvud i mitt knä, blundar, idisslar. Delaktig i det enkla, det naturliga som inte kräver sitt. Aftonvard för mig: hårt bröd, getost, kaffe. Kamrat get letar rätt på några grå finnskägg, en mjölkört, några blader från en ungbjörk. Till efterrätt en blåklocka.. | „ |
| – Ur Nordvärmland i världen | |   |

## Berättelser i Livet, ett spektakel

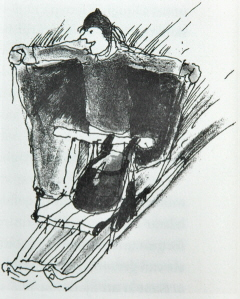
ill. Gunnar Svensson.
Året är 1612. Jon Nerpin 16 år, förfader till Gunnar Svensson, på väg mot Sverige över Kvarkens is från Vasa skärgård i Finland. Vadmalsrocken som segel. Ur Finnarna tar över Värmland

- Rum 48, Hotel Denoyez.[1]
- Olav den Heliges grav.[2]
- Slavhandeln avskaffad.[3]
- Franskt IKEA.[4]
- Bland brieost och älg.[5]
- Solidaritet.[6]
- Teater med August och Rosa.[7]
- Hundkyrkogården.[8]
- En pastis i Marseille.[9]
- Sovjetiska notiser.[10]
- Det heliga Ryssland.[11]
- Rasputin, Pugatjov och cirkus
- Tattou
- Ryska posten
- Rånad på Fontankabron
- Dostojevskij och Kina
- Sibiriyaks
- Nadja

- Överrocken
- Sargassohavet
- Bikt med vingar
- Dansk djungel
- Kaffe med poesi
- Torby sjukhus
- Reiseliv
- Bakvända vägen
- En vandring i Bagdad
- På redden i Costa Rica
- Ljuga som en häst
- Finnarna tar över Värmland
- En underbar torsdag
- Pappersgrossisten
- Torkad blomställning i Damaskus
- Nordvärmland i Världen.[12]
- Morgon i Mongoliet
- Likvaka, Pinar del Rio, Kuba
- Mongoliets frusna ögonblick
- Resonemang på kornhässjan.[13]
- Döden på efternatten
- En torsdag i november

## Resonemang på kornhässjan
I mitten av 50-talet vistas Svensson som patient under ett par år på sanatorium. Högst upp på en kornhässja sitter några patienter och diskuterar livet och döden. De jämför egna livsvillkor med olika författares synpunkter på kärlek, död, himmel och helvete...I samtalet deltar skolläraren (författarens alter ego?).Det finns ingen Gud konstaterar han. Han citerar Voltaire som anser att bortom alla vidskepelser finns en naturreligion. Det är samvetet, känslan för vad som är rätt och fel.
Rousseau insåg liksom Voltaire instinkten och känslans betydelse.
Svensson återkommer till en chockartad upplevelse som sjöman där han konfronteras med slummen i Sankt Petersburg. Förkrossad, utmattad av vad han sett tänker han: Ser världen ut så här, kan det inte finnas något försvar för en levande Gud.
Men så, när han sitter på kornhässjans översta stock händer något, ...jag lever fortsatt, håller jag på att bli bättre? Frågor väcks. Under? Benådad? Helbrägdagjord av självaste Gudfadern? Mirakel? Han blundar...
| ”                              | Tänker på rågbrödet han fick sist, mörkt rågbröd med honung där vaxkakorna fanns med, gott var det, doft av sträv råg full av smak från len söt honung. Var brödet ett omen? | „ |
| – Ur Resonemang på kornhässjan | |   |